# Kévin Lebreton
Kévin Lebreton, (30 de octubre de 1993) es un ciclista francés. 

## Palmarés
2014 (como amateur)
- 1 etapa de la Kreiz Breizh Elites